# طراز كورنثي

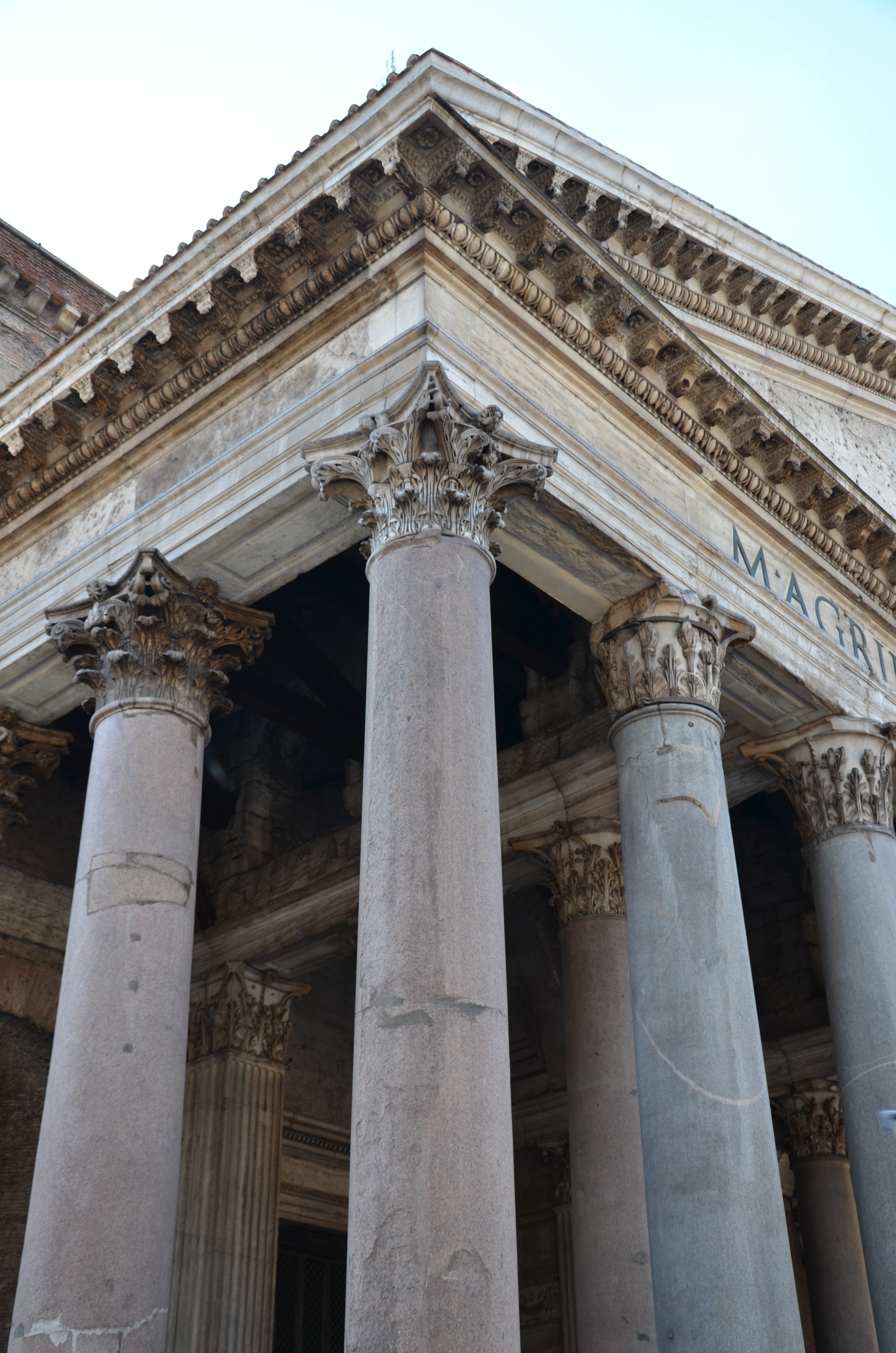
أعمدة كورنثية في البانثيون في روما، من تصميم مهندس معماري مجهول، حوالي 114-124 ميلادي، والتي قدمت نموذجًا بارزًا للمهندسين المعماريين في عصر النهضة وما تلاه.

الطراز الكورنثي (بالإغريقية: Κορινθιακὸς ῥυθμός؛ باللاتينية: Ordo Corinthius) هو آخر الأنماط الكلاسيكية الثلاثة التي تطورت في العمارة اليونانية القديمة والرومانية، ويتميز بكونه الأكثر زخرفة. النمطان الآخران هما الطراز الدوري (الذي يُعد الأقدم)، والطراز الأيوني. يتبع الطراز الكورنثي في العمارة اليونانية القديمة الطراز الأيوني في جميع النواحي تقريبًا باستثناء تيجان الأعمدة، إلا أن هذا الاختلاف تغير في العمارة الرومانية.
يمكن اعتبار تاج العمود الكورنثي تطويرًا مزخرفًا لتاج العمود الأيوني. يتسم التاج بزخارف لولبية ("volutes") في الزوايا، التي تكون أصغر حجمًا وأقل أهمية، وتبرز فوق صفين من أوراق الأكانتس المزخرفة والسيقان ("cauliculi") التي يبلغ عددها ثمانية. كما تحتوي الزخارف على لوالب أصغر تتجه نحو الداخل وتلتقي ببعضها على كل جانب. قد تكون الأوراق صلبة ومخططة بشكل بسيط أو محفورة بشكل طبيعي وحاد. أما العتبة المسطحة (abacus) في أعلى التاج، فتحتوي على انحناء مقعر في كل وجه، وعادة ما تتداخل زهرة واحدة ("وردة") مع الأوراق الموجودة أسفلها.
مع إحياء العمارة الكلاسيكية في عصر النهضة، أُضيفت نماذج أخرى إلى الأنماط الكلاسيكية، مثل الطراز التوسكاني والطراز المركب. يُعتبر الطراز المركب نسخة فاخرة من الطراز الكورنثي. يتميز الطراز الكورنثي بأعمدة مخددة وتيجان مزخرفة بأوراق الأكانتس واللوالب، مع وجود العديد من التنويعات لهذا الطراز.
اسم "كورنثي" مشتق من مدينة كورنث الإغريقية القديمة، على الرغم من أنه ربما تم اختراعه في أثينا.